# Kate McMeeken-Ruscoe
Kate McMeeken-Ruscoe (19 de dezembro de 1979) é uma basquetebolista neozelandesa.

## Carreira
Kate McMeeken-Ruscoe integrou a Seleção Neozelandesa de Basquetebol Feminino em Pequim 2008, terminando na décima posição.